# Peter Navarro

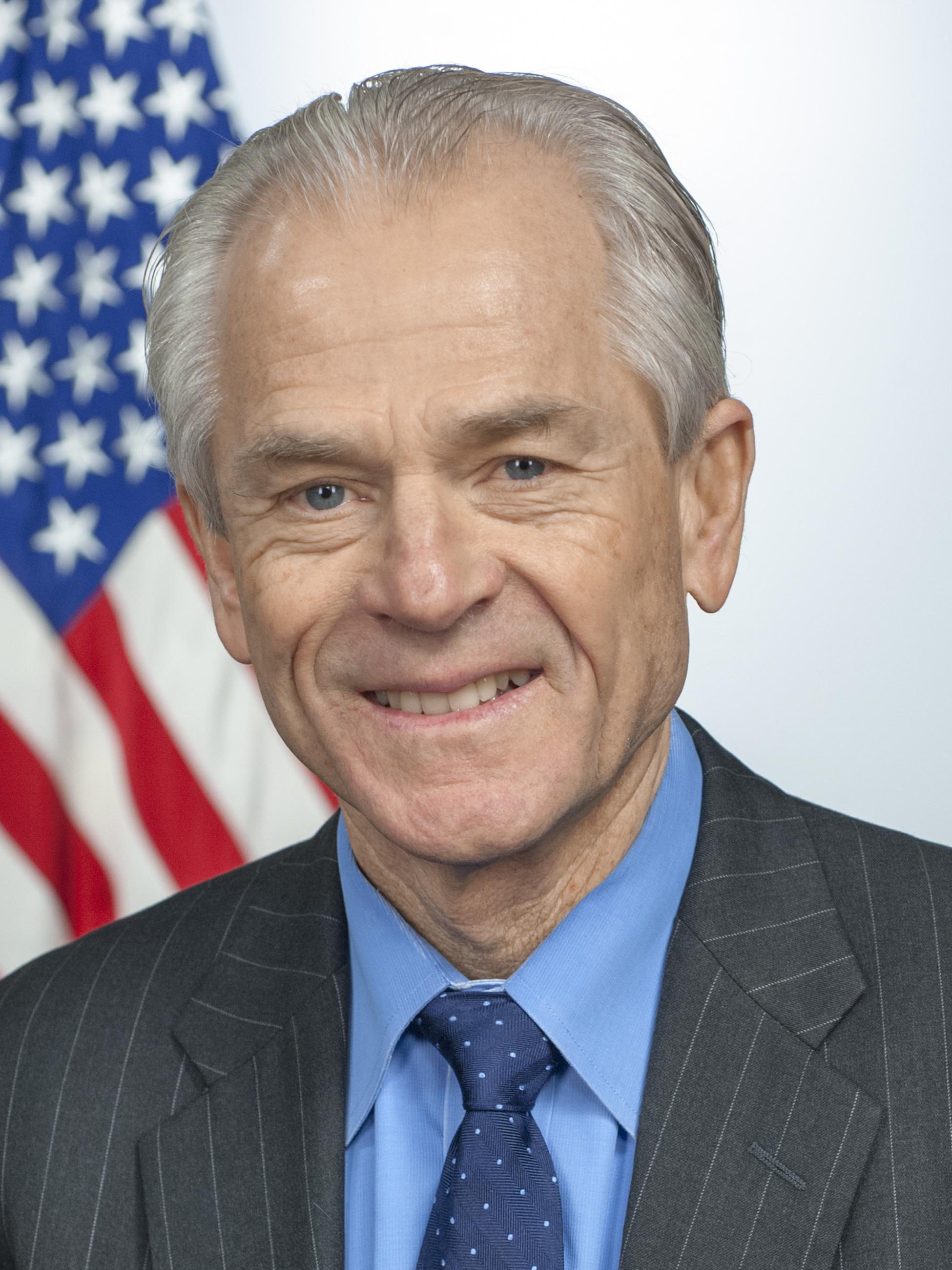
Peter Navarro (2018)

Peter Navarro (* 15. Juli 1949 in Cambridge, Massachusetts) ist ein US-amerikanischer Professor für Wirtschaftswissenschaften an der Paul Merage School of Business der University of California, Irvine. Seit Januar 2025 ist er Senior counselor for trade and manufacturing des US-Präsidenten Donald Trump.

## Werdegang
Navarro schloss sein Studium 1979 an der Harvard University mit einem Master of Public Administration ab und erhielt 1986 einen Ph.D. in Wirtschaftswissenschaften unter der Leitung von Richard E. Caves. Von 1973 bis 1976 diente er beim Friedenscorps in Südostasien. Navarro arbeitete in Washington, D.C. als Berater für Umwelt- und Energiepolitik. Er war Mitglied der Demokratischen Partei, Umweltaktivist und kandidierte in den 1990er Jahren mehrmals für politische Ämter. 1992 verlor er die Bürgermeisterwahl in San Diego mit 48 % der Stimmen knapp gegen die Republikanerin Susan Golding.
In Donald Trumps Präsidentschaftswahlkampf 2015/16 zur Präsidentschaftswahl in den Vereinigten Staaten 2016 diente er Trump als wirtschaftspolitischer Berater; als „President elect“ teilte Trump am 22. Dezember 2016 mit, Navarro als „Direktor für Handel und Industriepolitik“ zum Leiter eines neu geschaffenen „Nationalen Handelsrats“ zu ernennen. Dabei lobte er Navarro als „visionären Ökonomen“. Dieser Rat bestand in seiner ursprünglichen Konzeption aber nur drei Monate und wurde dann zum Office of Trade and Manufacturing Policy (OTMP) umstrukturiert. Infolge einer zweiten Restrukturierung verlor Navarros zuvor scheinbar wichtiger Posten bereits im September 2017 die meiste Bedeutung und wurde dem National Economic Council unter Führung von John F. Kelly unterstellt. Navarro blieb jedoch im Amt und verschaffte dem OTMP in den Folgejahren wieder neues Gewicht in der Handelspolitik der Vereinigten Staaten, insbesondere eine Kompetenzerweiterung während der Umbrüche in der Covid-Pandemie.
2019 wurde bekannt, dass Navarro wiederholt einen erfundenen Autor namens Ron Vara (Anagramm von Navarro) zitiert hatte. Internationale Beachtung fand dieser Umstand 2025, nachdem Navarro neuen Einfluss auf die Handels- und Zollpolitik gewonnen hatte.
Navarro behauptete am 13. November 2020, fünf Tage nach der Präsidentschaftswahl in den Vereinigten Staaten 2020, bei Fox News ohne Belege mit Nachdruck, das Weiße Haus (= das Kabinett Trump I) schreite unter der „Annahme einer zweiten Trump-Regierungsperiode“ voran und US-Präsident Trump habe „die Wahl gewonnen“. Er verbreitete damit die von Trump erfundene Big Lie. Er veröffentlichte im Dezember 2020 einen Bericht, der auf widerlegten Annahmen beruhte, und behauptete, dass Trump die Wahl durch Wahlbetrug verloren habe. Über zwei Jahre nach der Präsidentenwahl warb Navarro noch für ein Brettspiel, das Verschwörungstheorien zur Wahl und zur COVID-19-Pandemie vertrat. Man soll laut Navarro das Spiel spielen, um zu lernen, wie die Wahl gestohlen sei und wie Anthony Fauci in chinesischen Labors das Virus entwickelt habe.
Im Juni 2022 wurde er wegen Missachtung des Kongresses angeklagt. Ihm wurde vorgeworfen, dem Untersuchungsausschuss des Repräsentantenhauses zum Sturm auf das Kapitol 2021 angeforderte Unterlagen nicht zur Verfügung gestellt und sich der Vorladung des Ausschusses widersetzt zu haben. Im September 2023 wurde er verurteilt. Im Januar 2024 wurde das Strafmaß auf eine Zahlung von $9500 und vier Monate Haft festgelegt, die er ab März 2024 in Florida antrat. Nur wenige Stunden nach seiner Haftentlassung am 17. Juli 2024 sprach Navarro auf dem Nominierungsparteitag der Republikaner in Milwaukee Donald Trump seine Unterstützung im laufenden Präsidentschaftswahlkampf zu.
In der zweiten Amtszeit Donald Trumps wurde Navarro im Januar 2025 zum Senior counselor for trade and manufacturing ernannt und erlangte damit erneut großen Einfluss auf die Zollpolitik der USA: In den folgenden Monaten ließ Trump den Handelskonflikt zwischen den Vereinigten Staaten und der Volksrepublik China eskalieren und weitete ihn zu einem globalen Zollkrieg aus.

## Thesen
Navarro gilt unter Wirtschaftswissenschaftlern als „kruder Außenseiter“. In seinem 2011 erschienenen Buch Death by China schrieb er, der Aufstieg Chinas sei um jeden Preis zu stoppen; China sei für den „Abstieg“ Amerikas verantwortlich. Er ist ein Verfechter isolationistischer (Wirtschafts-)Politik, Protektionismus-Anhänger und betrachtet das Handelsbilanzdefizit der USA in Höhe von mehreren Hundert Milliarden US-Dollar als schädlich für die US-Wirtschaft. Navarro hat geäußert, zukünftig sollten „keine US-Interessen mehr auf dem Altar des Welthandels geopfert werden“.

„Die Vereinigten Staaten von Amerika sind die dominierende Supermacht der Welt und bleiben das Arsenal der Demokratie weltweit. Um diese globale Position zu behaupten – und damit das Heimatland und unsere eigenen demokratischen Institutionen bestmöglich zu schützen – ist es von entscheidender Bedeutung, dass die Vereinigten Staaten ihre industrielle Basis im Bereich Fertigung und Verteidigung stärken und gleichzeitig die Zuverlässigkeit und Widerstandsfähigkeit ihrer weltweit verteilten Lieferketten zu erhöhen. Dies erfordert zwangsläufig die Rückverlagerung eines erheblichen Teils der Produktion, die derzeit von amerikanischen multinationalen Unternehmen ins Ausland verlagert wurde.“

Navarros Thesen aus dem Buch Death by China wurden von US-Medien „als zu schrill und fremdenfeindlich“ rezipiert. Warum er Handelsbilanzdefizite als prinzipiell schädlich für das Wirtschaftswachstum betrachtet, hat Navarro so erklärt: Das Bruttoinlandsprodukt eines Landes sei die Summe der Umsätze aus Konsum, Investitionen, Staatsausgaben und dem Außenbeitrag (Exporte minus Importe). Je kleiner der Außenbeitrag, je größer das Handelsbilanzdefizit, desto geringer sei das Bruttoinlandsprodukt. Diese simple Rechnung betrachtet allerdings nur, wie ein Bruttoinlandsprodukt verwendet wird; welche Faktoren Wirtschaftswachstum begünstigen oder verursachen (wachsende Produktivität entsteht unter anderem durch Spezialisierung und Handel), wird nicht berücksichtigt. Navarros Annahmen und Thesen zur Währungs- und Handelspolitik werden im akademischen Diskurs als abwegig und destruktiv angesehen.

## Konflikt mit Elon Musk
Kurz nach Beginn der zweiten Präsidentschaft Donald Trumps kam es zu einem offenen Streit zwischen Elon Musk und Navarro. Darin geht es um die von Trump eingeführte aggressive Zollpolitik.  Musk argumentiert, dass die Zölle Tesla und andere Unternehmen belasten, die auf internationale Zulieferteile angewiesen sind. Navarro entgegnete, Tesla sei kein echter Autohersteller, sondern lediglich ein Montagebetrieb für importierte Teile. Musk reagierte auf diese Aussagen mit scharfen Worten und bezeichnete Navarro auf der Plattform X als „dümmer als ein Sack Ziegelsteine“.  Auf diese Aussage bezogen sprach er am 8. April 2025 ebenfalls auf der Plattform X Navarro verballhornend mit „Peter Retarrdo“ an und ergänzte sie mit den Worten „Ich möchte mich bei den Ziegelsteine dafür entschuldigen, dass ich Peter Retarrdo dümmer als einen Sack Ziegelsteine genannt habe. Das war so unfair gegenüber den Ziegeln.“ Er verteidigte Tesla und betonte, dass Tesla den höchsten Anteil an US-Bauteilen unter den Autoherstellern habe. Musk schlug ein Null-Zoll-Abkommen zwischen den USA und der EU vor, um den freien Handel zu fördern.

## Veröffentlichungen (Auswahl)
- 2006: Wenn es in Brasilien regnet, investieren Sie in Starbucks-Aktien! Fundamentale Zusammenhänge der internationalen Märkte verstehen. FinanzBuch Verlag, München, ISBN 978-3-89879-148-9
- 2007: Das komplette Wissen der besten MBAs. FinanzBuch Verlag, München, ISBN 978-3-89879-264-6
- 2008: The Coming China Wars: Where They Will Be Fought and How They Can Be Won. Revised and Expanded Edition, FT Press 2008, ISBN 978-0-13-235982-5
  - deutsch: Der Kampf um die Zukunft. Die Welt im chinesischen Würgegriff. FinanzBuch Verlag, München 2008, ISBN 978-3-89879-316-2
- 2011 (zusammen mit Greg Autry): Death by China: Confronting the Dragon – A Global Call to Action. ISBN 978-0-13-431903-2
- 2015: Crouching Tiger: What China’s Militarism Means for the World. Prometheus Books, ISBN 978-1-63388-114-3[39]
- 2021: In Trump Time: Inside America's Plague Year. All Seasons Press, ISBN 978-1-7374785-0-8

## Persönliches
Navarro war bis 2020 mit der Architektin Leslie Lebon verheiratet, das Paar lebte in Laguna Beach (Kalifornien).